# Městská knihovna Pelhřimov
Městská knihovna Pelhřimov je veřejná univerzální knihovna, kterou zřizuje město Pelhřimov. Předmětem činnosti je poskytování veřejných knihovnických a informačních služeb. Od roku 2017 nabízí též ve spolupráci s Českou zemědělskou univerzitou v Praze možnost studia virtuální univerzity třetího věku.
Pelhřimovská knihovna je knihovna pověřená regionálními funkcemi. V rámci těchto funkcí zabezpečuje MKP některé odborné činnosti pro celý okres Pelhřimov. Počet obsluhovaných knihoven v regionu je 93, z tohoto počtu je 8 knihoven profesionálních, 84 neprofesionálních a 1 pobočka.

## Historie
První písemná zmínka o veřejné knihovně v Pelhřimově pochází z roku 1846, kdy v časopise Květy vyšel článek od pelhřimovského dopisovatele W. Svobody. Za finanční základ pro založení první české veřejné knihovny v Pelhřimově posloužil výtěžek dvou studentských divadelních představení, která se konala v září onoho roku.
V roce 1860 pak došlo k založení knihovny pro členy Řemeslnicko-čtenářské besedy. Na přelomu století však již žádná z těchto knihoven nefungovala. 
Dnešní městská knihovna a čítárna vznikla opět ze snahy pelhřimovských studentů oživit kulturní ruch ve městě a poskytnout jeho obyvatelům příležitost ke vzdělání. Svoji záslužnou osvětovou činnost započala v roce 1903 jako Lidová knihovna Palackého. Prvním sídlem knihovny s veřejnou čítárnou byl přední sál Národního domu. Základem knihovního fondu byly knihy z obou bývalých knihoven. Dokoupením dalších svazků stoupl hned v prvním roce jejich počet svazků na 700. Noviny a časopisy se do čítárny zapůjčovaly ze soukromého majetku. Počet čtenářů činil v počátečních letech asi 500 v zimní a 300 v letní sezóně.
Po vydání prvního knihovního zákona v roce 1919 se z dobrovolně utvořeného sdružení stala instituce s pevně stanoveným řádem. Tento zákon stanovil obcím povinnost financovat knihovnu a platit knihovníka s patřičným vzděláním. Během dalších let se knihovna dále rozvíjela a několikrát se také stěhovala. 
V roce 1955 zakotvila na 29 let v bývalém purkrabském domě ze 16. století na náměstí. Vzhledem k nevyhovujícím stísněným prostorám muselo být dětské oddělení v roce 1968 umístěno mimo budovu knihovny.  
V roce 1984 se knihovna opět stěhovala, tentokrát do nově adaptované budovy v Palackého ulici 48. 
Od roku 2002 je sídlem knihovny budova bývalého poštovního úřadu z roku 1906 v Jirsíkově ulici 841, která byla pro potřeby knihovny zrekonstruována a vybavena potřebným zařízením a počítačovou technikou.
V březnu 2003 byl v dětském oddělení spuštěn internet pro dětské uživatele.
Od května 2004 nabízí moderní knihovnický systém lepší služby pro uživatele včetně bezplatné rezervace požadovaných dokumentů.
V roce 2005 vznikl při MKP literární klub. 
Od roku 2006 pořádá MKP pravidelné bezplatné kurzy práce s počítačem včetně elektronické pošty a práce s internetem. 
K novým službám knihovny patří od roku 2009 Upozornění na konec výpůjční lhůty a bezplatné  Wi-Fi připojení.  
Řadu změn doznaly i názvy knihovny. Z původního názvu vznikla Městská knihovna Palackého, v roce 1951 Okresní lidová knihovna, v roce 1970 Okresní knihovna a  v roce 1996 Městská knihovna KS. V současné době je Městská knihovna Pelhřimov součástí Kulturních zařízení města Pelhřimova.
Městská knihovna Pelhřimov je zapojena do projektu Knihovna do vlaku, díky kterému mají cestující Českých drah v budově pelhřimovského nádraží možnost půjčit si na cestu knihy a časopisy z fondu knihovny na nádraží. MKP pravidelně dováží knihy i do nemocniční knihovny Nemocnice Pelhřimov.

## Galerie

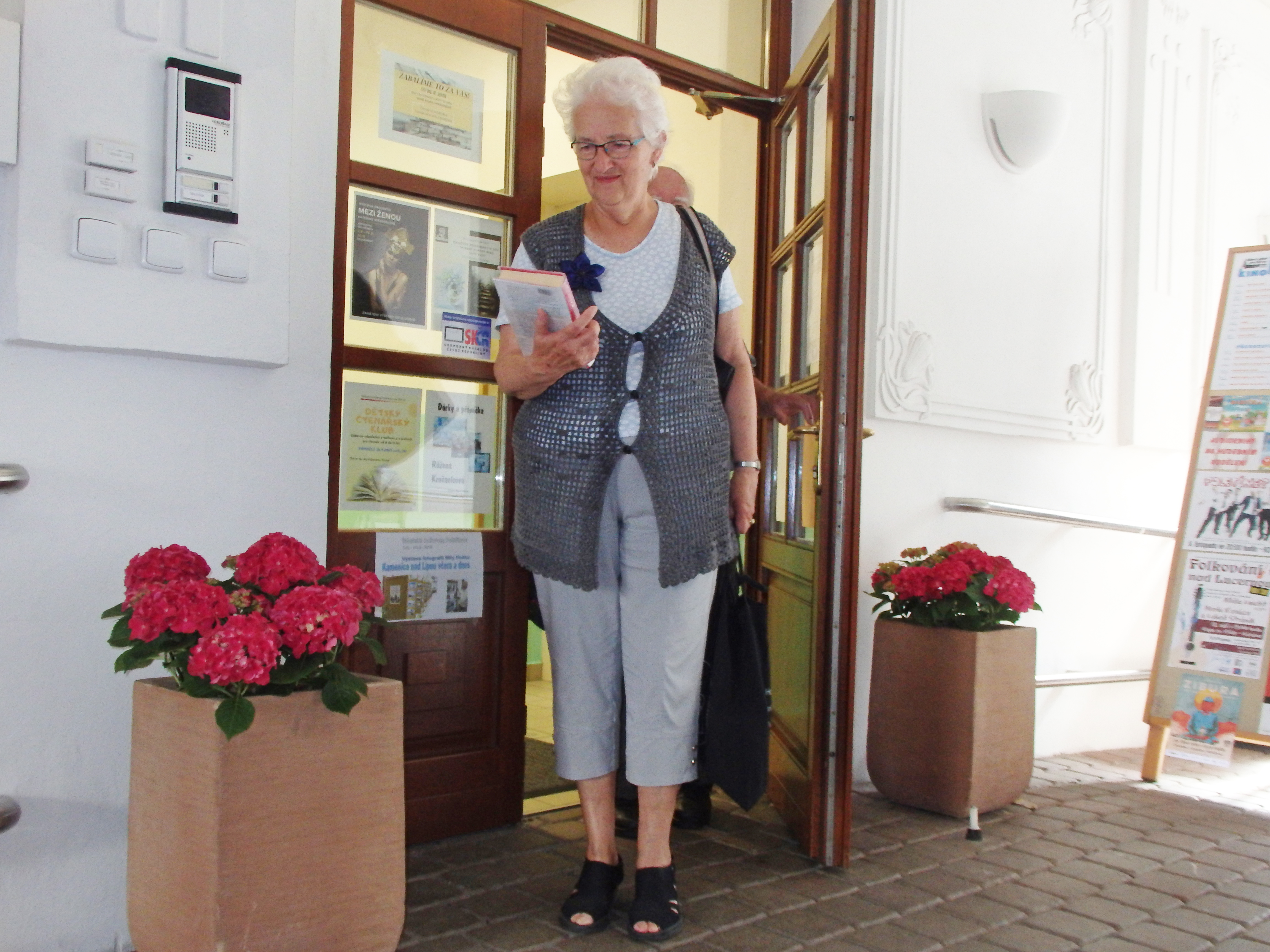
Květináče u vchodu
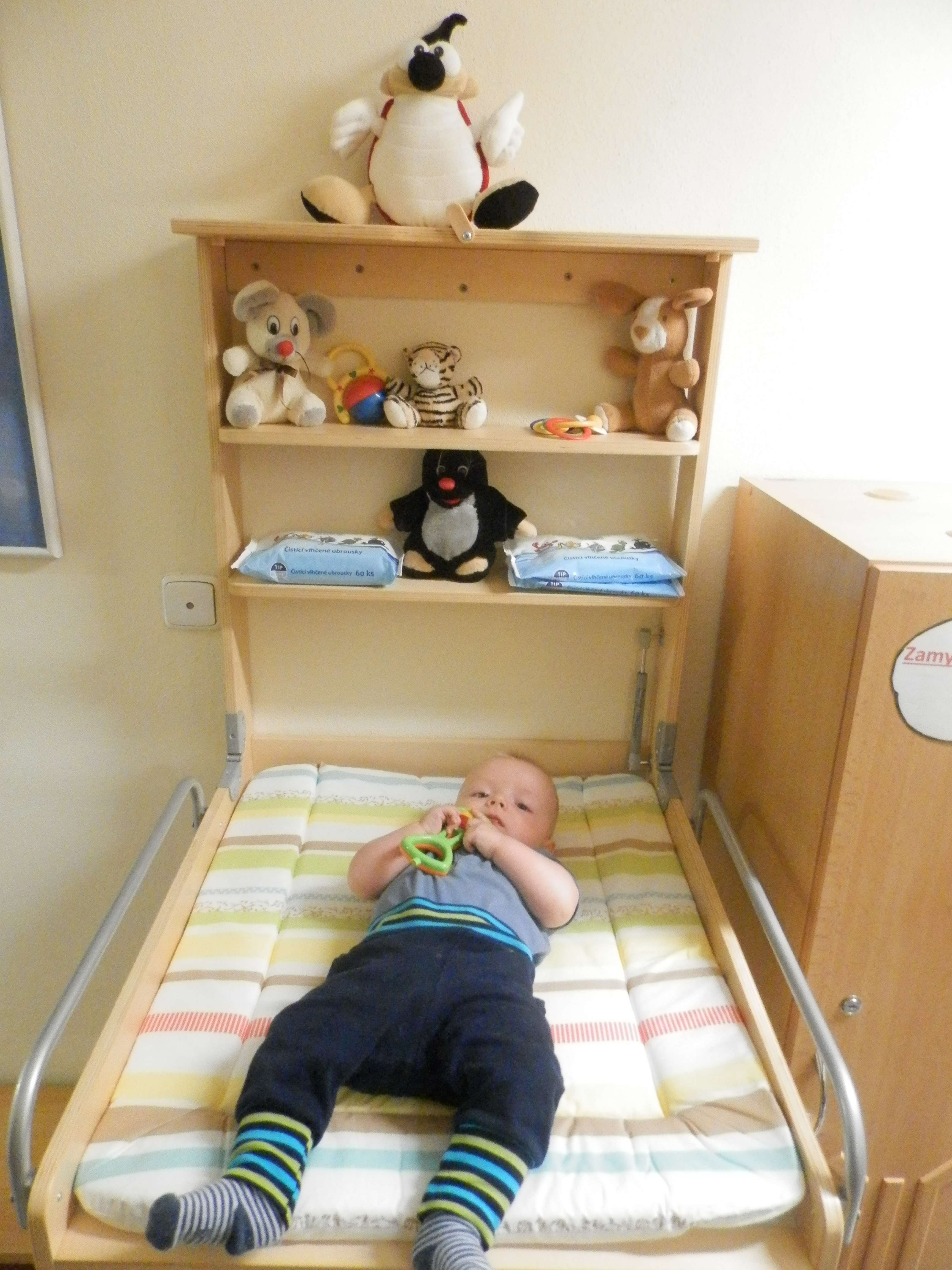
Přebalovací pult
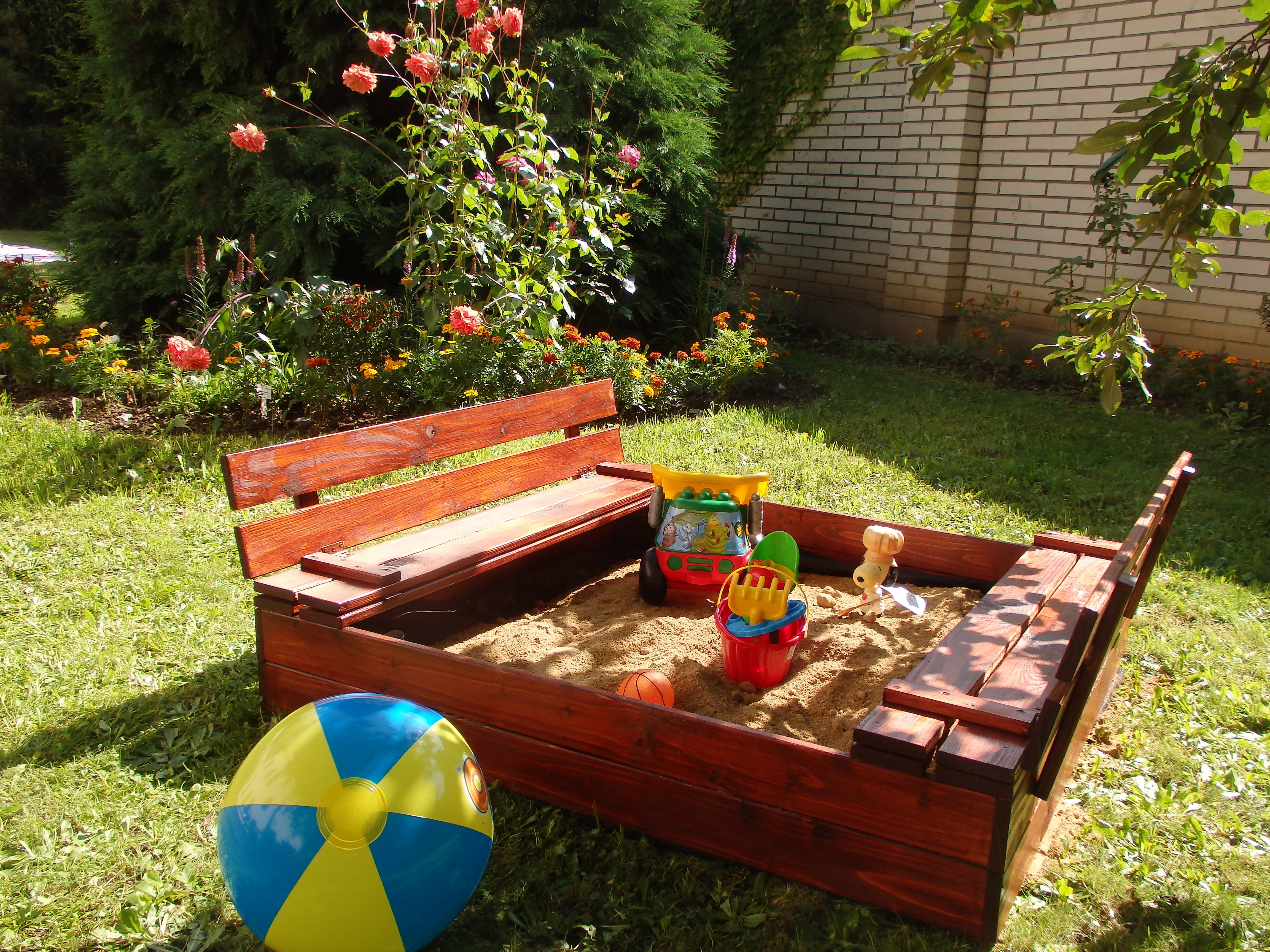
Pískoviště
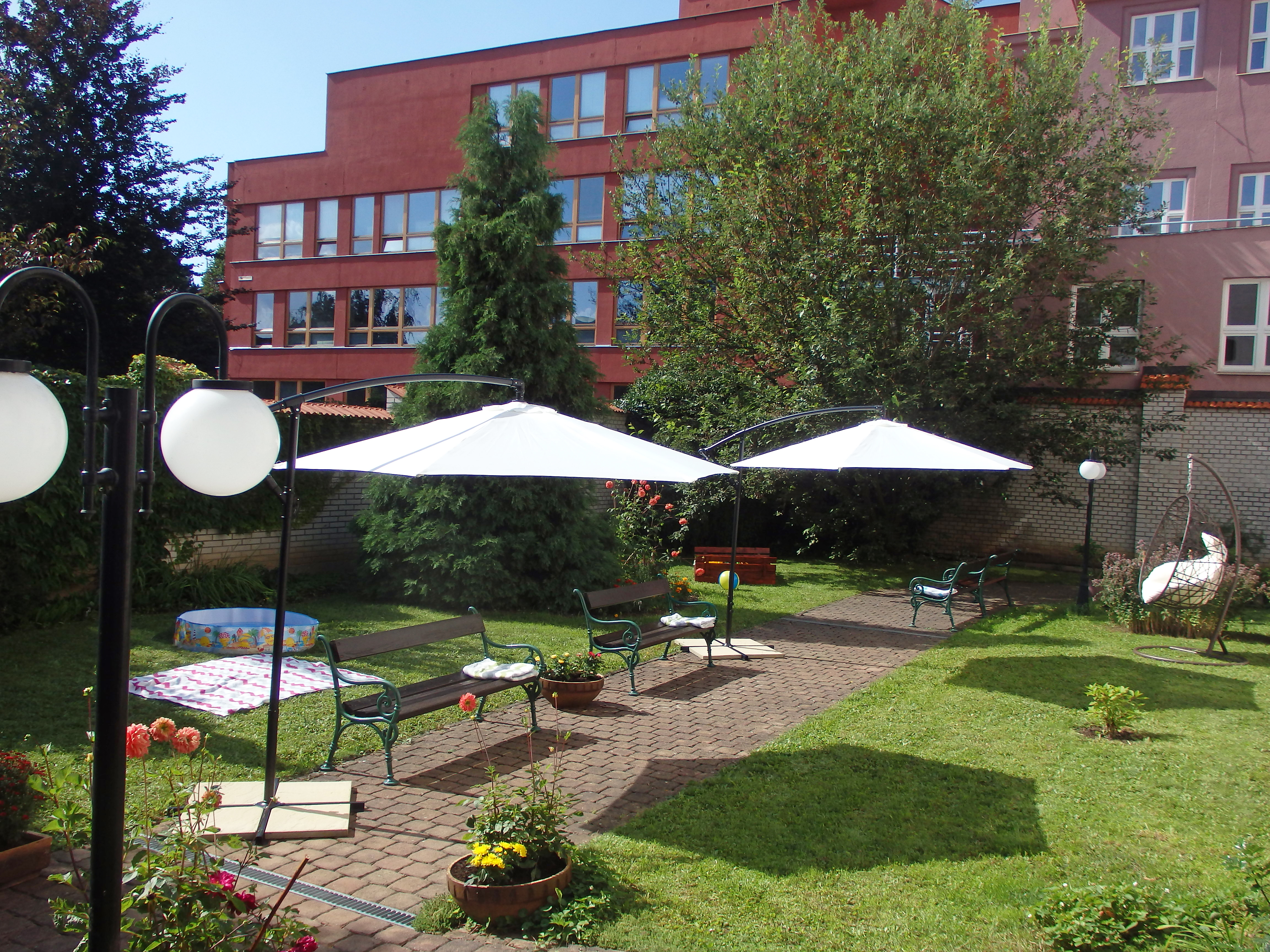
Zahrada
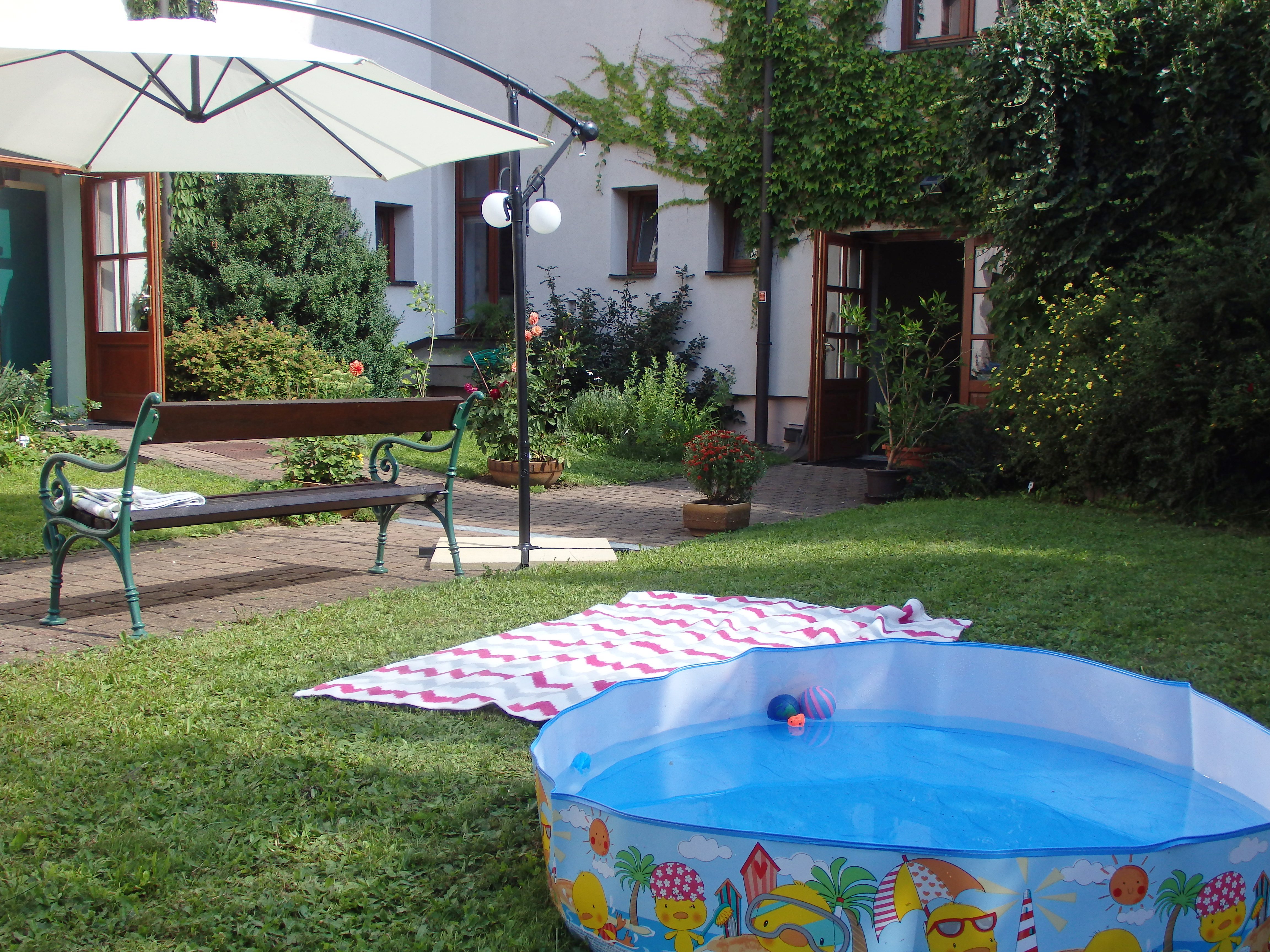
Bazének